# Powiat Shimotsuga
Powiat Shimotsuga (jap. 下都賀郡 Shimotsuga-gun) – powiat w Japonii, w prefekturze Tochigi. W 2024 roku liczył 63 212 mieszkańców.

## Miejscowości
- Mibu
- Nogi